# Euchromia salomonis
Euchromia salomonis är en fjärilsart som beskrevs av Swinhoe 1905. Euchromia salomonis ingår i släktet Euchromia och familjen björnspinnare. Inga underarter finns listade i Catalogue of Life.